# Кадыков, Павел Борисович
Павел Борисович Кадыков (род. 11 февраля 1966, Москва) — советский и российский хоккеист, нападающий. Тренер. Мастер спорта СССР (1987).

## Биография
Воспитанник «Крыльев Советов». В первенстве СССР дебютировал в сезоне 1981/82, сыграв один матч в переходном турнире. Следующий сезон провёл в молодёжном составе. В сезоне 1983/84 сыграл четыре матча. Двухлетнюю армейскую службу проходил в молодёжном составе ЦСКА и команде первой лиги СКА МВО Калинин. В 1986 году вернулся в «Крылья Советов», также играя за воронежский «Буран» в первой и второй лигах. В концовке сезона 1989/90 перешёл в «Торпедо» Горький. Перед сезоном 1991/92 вернулся в «Крылья Советов». Затем выступал за клубы «Фрибур-Готтерон» (Швейцария, 1992/93), «Есенице» (Словения, 1993/94 — 1994/95), «Амьен» (Франция, 1995/96), «Вена» (Австрия, 1996/97), «Спартак-2» Москва (1997/98), «Бриансон» (Франция, 1998/99), МГУ (1999/2000 — 2001/02).
Окончил РГАФК (1998).
Тренер МГУ (2002/03, до октября). Затем — детский и юношеский тренер «Одинцово» (2003—2004), «Северная звезда» (2004—2008), «Серебряные акулы» (с 2009).